# Емпатия
Емпатия (на старогръцки: ἐμπάθεια) или съчувствие е способността на човек да съпреживява емоциите, чувствата и мислите на другите.. Степента на емпатия е строго индивидуална, като съществуват и различни видове емпатия според начина, по който другият индивид е разбран – когнитивна, емоционална, интелектуална. Емпатията стои в основата на градивното социално общуване и води до формирането на алтруистично поведение.

## Когнитивна емпатия
Когнитивна емпатия представлява способността да се вижда света през очите на другите. Тя показва как да се общува с отсрещния човек възможно най-добре. Този вид емпатия помага за разбиране гледната точка на лицето, с което се общува и може да подскаже дори какви думи да се използват или избягват в разговор с него.
Когнитивна емпатия е способността на човек да се постави на мястото на другия. За разлика от други обаче, този вид способност за поставяне на мястото на отсрещния човек се изразява независимо от неговите емоции. Тоест този вид емпатия е провокирана от мисъл, а не чувство.
Този вид емпатия е особено полезна при работата на мениджърите, ръководителите и хората, които заемат управленчески постове.

## Емоционална емпатия
Емоционална емпатия представлява способността паралелно да се почувства това, което чувства другият човек. Тя помага да се разчетат мимиките, звученето на гласа и други невербални знаци, за да се разбере как се чувства даден индивид в този момент. Емоционалната емпатия, известна още като „емоционална зараза“ и „лично страдание“, като определение е много близка до разбирането за думата „съпричастност“, но при нея усещането е много по-емоционално отколкото при състраданието.
Различават се два вида емоционална емпатия: добра и лоша.
При Добрата емоционална емпатия се дава възможност на човек да помогне на друг благодарение на усещането и разбирането на неговите емоции в даден момент.
При Лошата емпатия, това усещане и разбиране на чуждите емоции е толкова силно, че се получава емоционално претоварване, което пречи да се реагира адекватно, за да се помогне на другия човек.
Емоционалната емпатия много зависи от настройката на индивида към собствените му емоции, чрез които рефлективно се отразяват чуждите емоции. Емпатията е много важна при хората, които упражняват медицински професии.

## Интелектуална емпатия
Интелектуална емпатия е загрижеността, която се проявява към друг човек, както и желанието да се помогне на някого. Този вид емпатия е част от „родителската любов“, която е развита в съзнанието на човека. Това е също усещането за болка, което се изпитва към страданията на друго лице, което провокира желание да се помогне.
За разлика от емоционалната емпатия, при интелектуалната липсва елемента на свръхемоционалност и е доста по-балансирана.
Степента на развитие на емпатия при всеки човек е различна. Когато даден индивид има много силно развита емпатия, той може бъде изключително съпричастен и да изразява тревожност към чувствата, емоциите и проблемите на друг човек, дори без да има пряк контакт с него, общувайки чрез интернет, телефон или дори само гледайки неговата снимка.

## Липса на емпатия
Психопатията е личностно разстройство, което се характеризира с липса на емпатия и угризения.